# Hemerobius merdiger
Hemerobius merdiger är en insektsart som beskrevs av Julius Theodor Christian Ratzeburg 1844. Hemerobius merdiger ingår i släktet Hemerobius och familjen florsländor. Inga underarter finns listade i Catalogue of Life.